# Cowboy

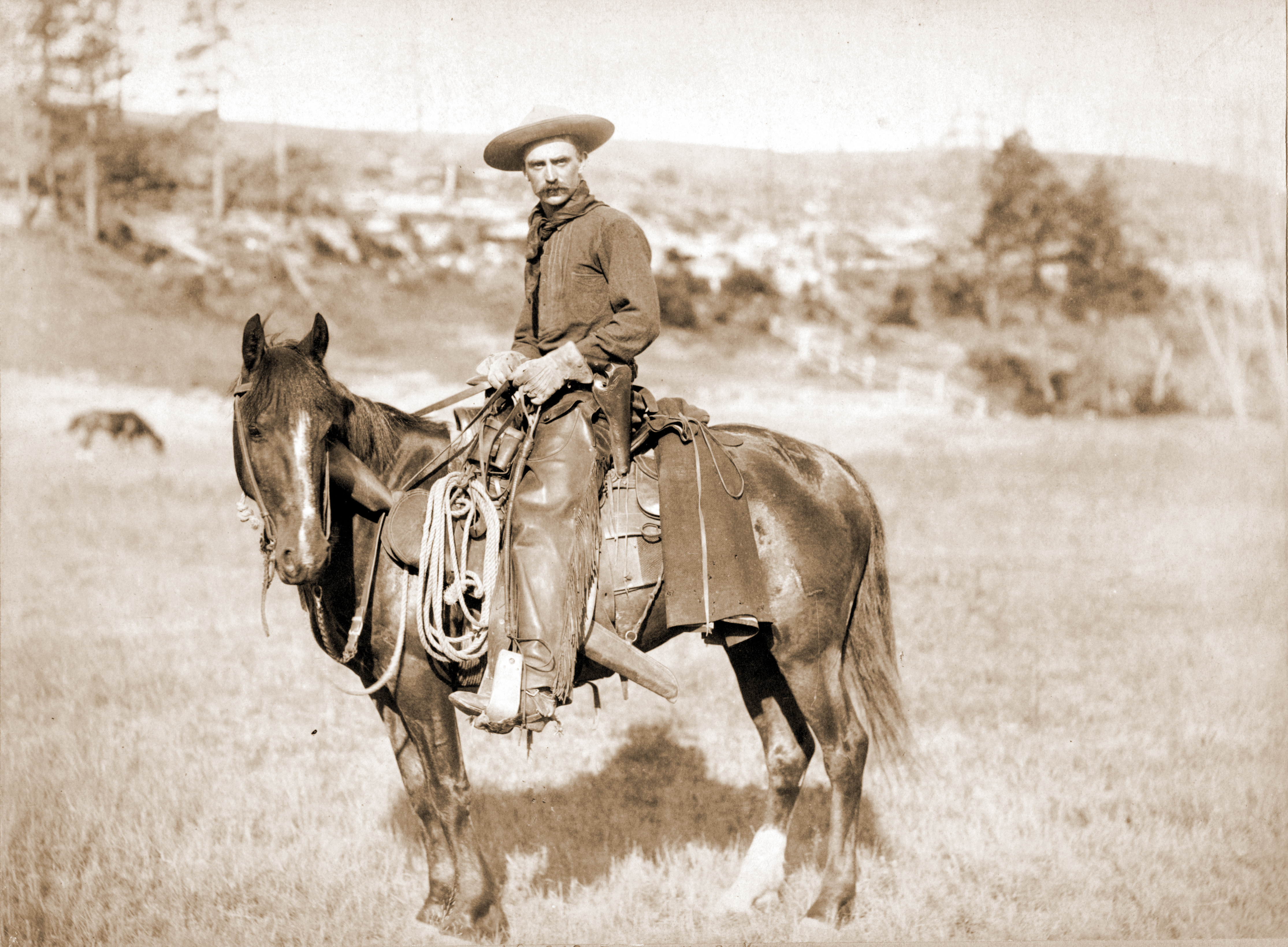
Cowboy 1887-ben

A cowboyok Amerika újkori történelmének meghatározó szereplői voltak. A cowboy szó jelentése tehenészfiú, marhapásztor.

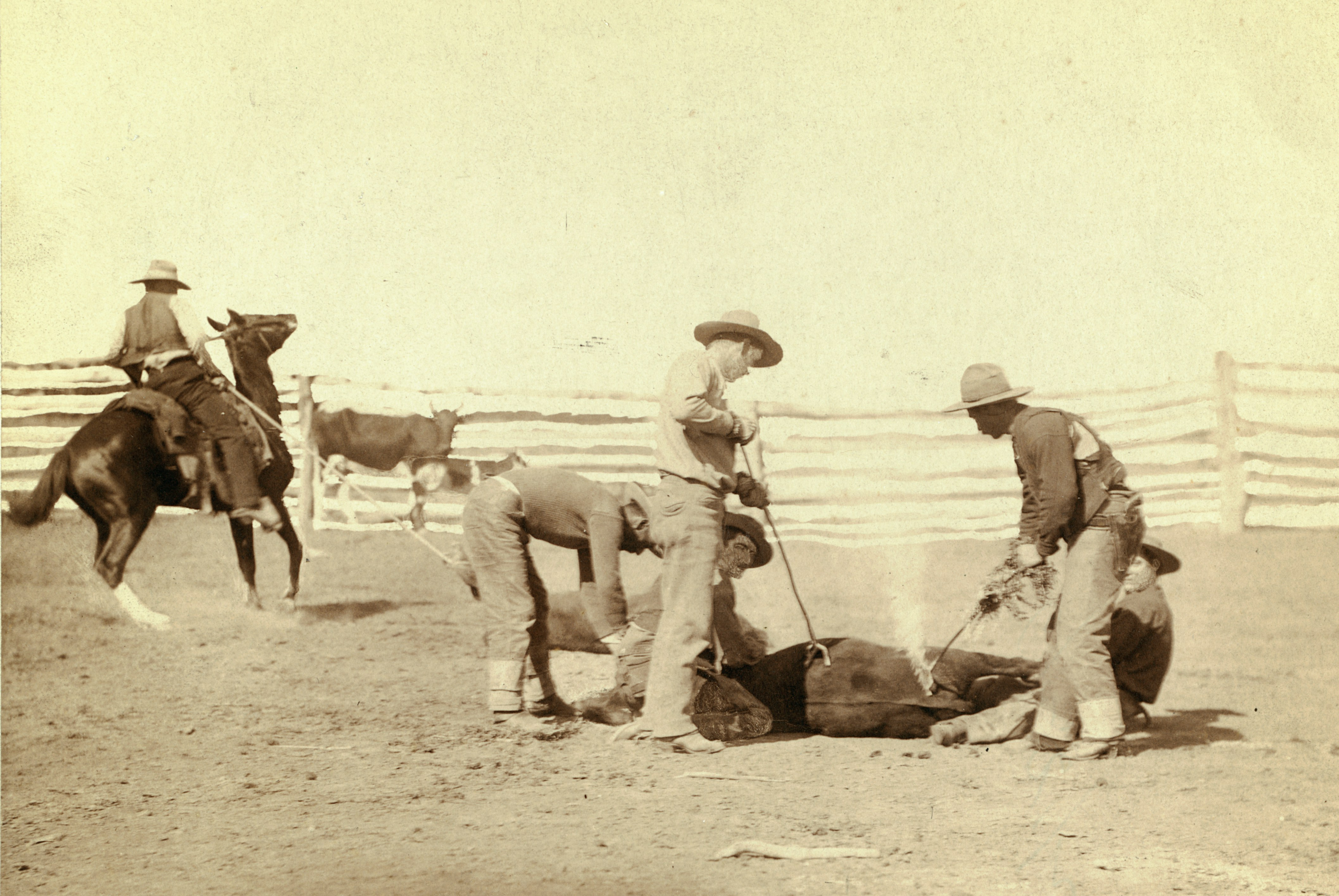
Marha billogozás (1888)

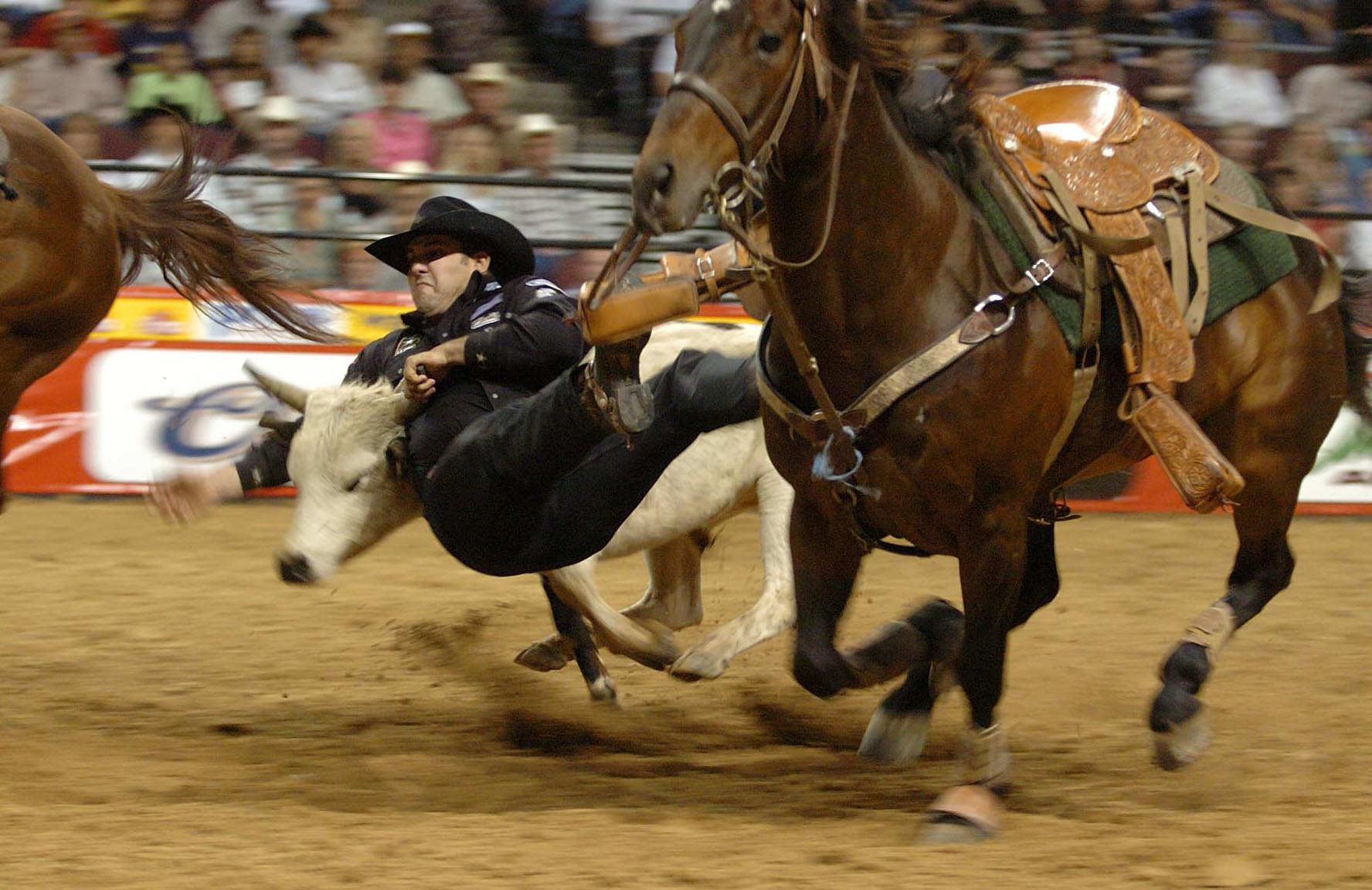
Cowboy egy mai sportversenyen

## Történetük
Az 1862-65-ös polgárháború után a cowboyok főszerepet kaptak az élelemhiánnyal küszködő országban az élelmezés biztonságának helyreállításában. Az északi államok húshiánytól szenvedtek, a déli vidékekről hajtották, terelték a marhákat a tehenészfiúk, miközben a szállítmány sorsát banditák és ellenséges indiánok veszélyeztették.
Az 1890-es években Amerikában drasztikusan lecsökkent a húsáért, bőréért, vagy egyszerűen csak a szórakozásból lövöldözött bölények száma. A 40 milliós állomány körülbelül ezer darabra csökkent. Ekkor már az őslakos indiánok számára is tiltott volt vadászatuk.
Ezzel egy időben a marhatartás jelentős fejlődésnek indult a Nagy Síkságon és Texasban. Az állatokat hatalmas csordákban hajtották a New Orleans-i és a kaliforniai vásárokba eladni.

## Nyelvezetük
A marhapásztorok tevékenységük közepette nagyon sok emberrel kommunikáltak, akik nagy része nem beszélt angolul. Egy köztes nyelvet használtak, a pidzsint. A pidzsin nyelvhasználat során jött létre a long time no see (tulajdonképpen hosszú idő nem lát, régóta nem láttalak, vagy no can do (tulajdonképpen, nem lehet csinál), nem megy kifejezések. A cowboy ruházatának jellegzetes darabja volt a bandana kendő, amely megvédte a por belélegzésétől. A bandanát nyakuk köré csavarva hordták és ha a cowboy ideges vagy dühös lett, elöntötte a hőség és megizzadt a nyaka. Így keletkezett a to be hot under the collar (forró a gallér alatt) nagyon dühös szleng szó. A poros vidékek és a halállal való gyakori érintkezés tapasztalata során született a to bite the dust (beleharap a porba), meghalni humoros kifejezés.

## Ruházatuk
„A cowboy az az ember, akinek lova, coltja és kalapja van”, hangzik a feltehetően északiaktól származó mondás. A kalap barna vagy szürke Stetson-kalap volt. Fehéret és feketét csak a városi emberek hordtak. A cowboyok ruházata a célszerűséget szolgálta. Egész nap a marhákat kellett terelgetniük, ezért a hőség ellen meg kellett védeniük magukat. A fej védelmére szolgáló kalap máig a jellegzetessége a cowboystílusnak. A nyakukban kendőt hordtak a por elleni védekezés céljára és az izzadás ellen. Erős inget és nadrágot viseltek, amin külön marhabőr lábszárvédő volt, ami a ruházatot és a lábat is védte. Erős magas szárú cipő vagy csizma tartozott még a felszereléshez, amit még a lovastartozékok, sarkantyú stb. egészített ki.

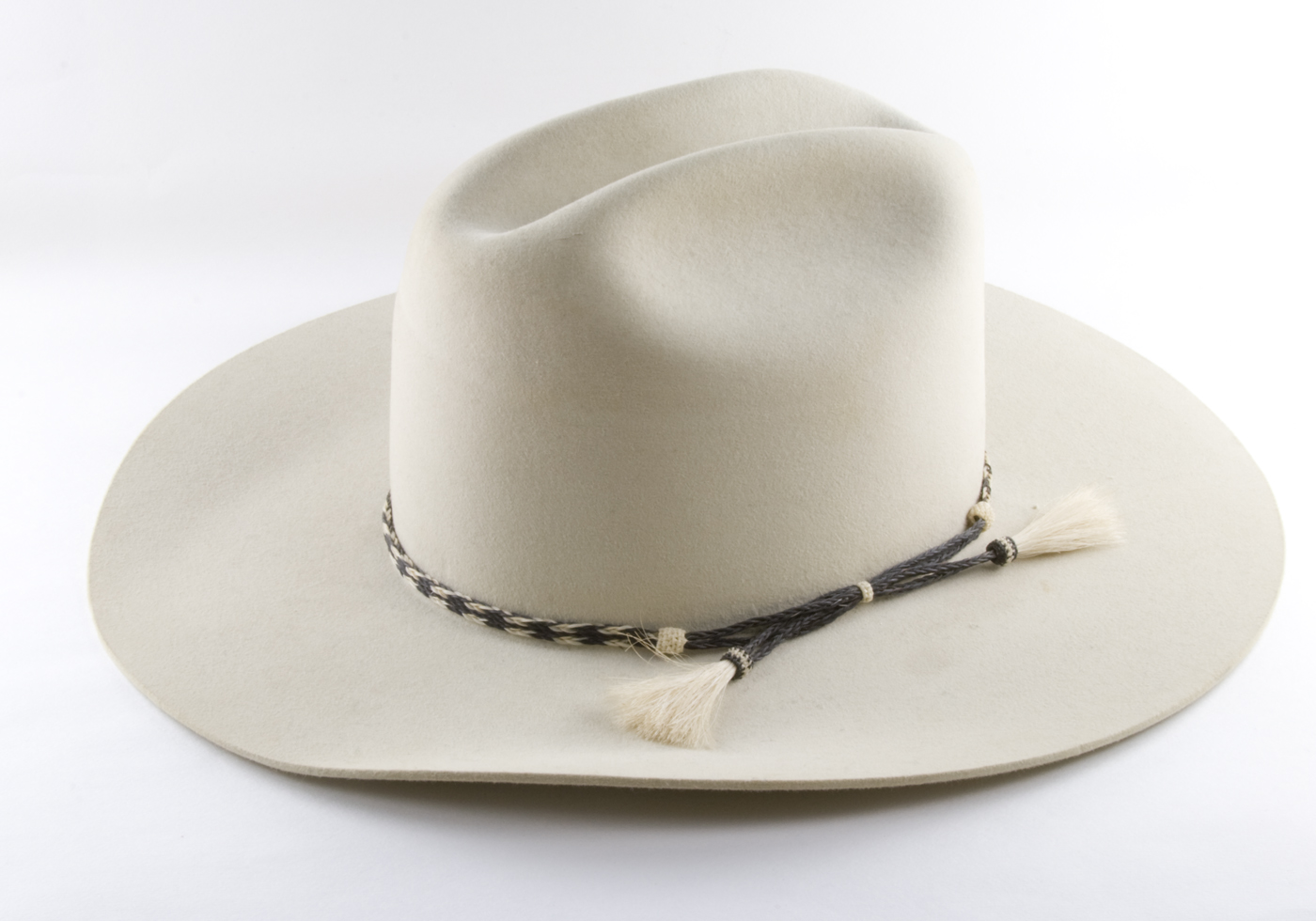
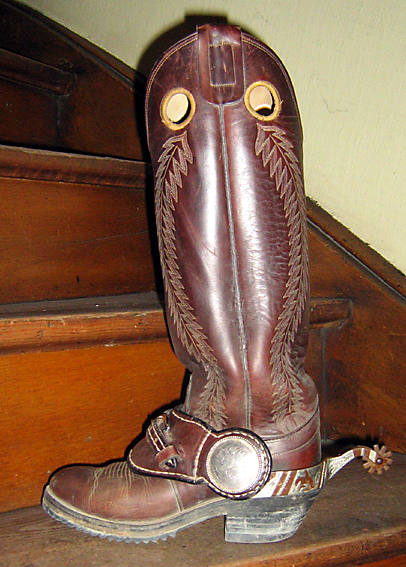
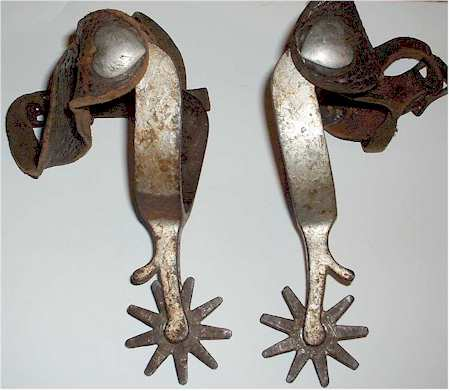
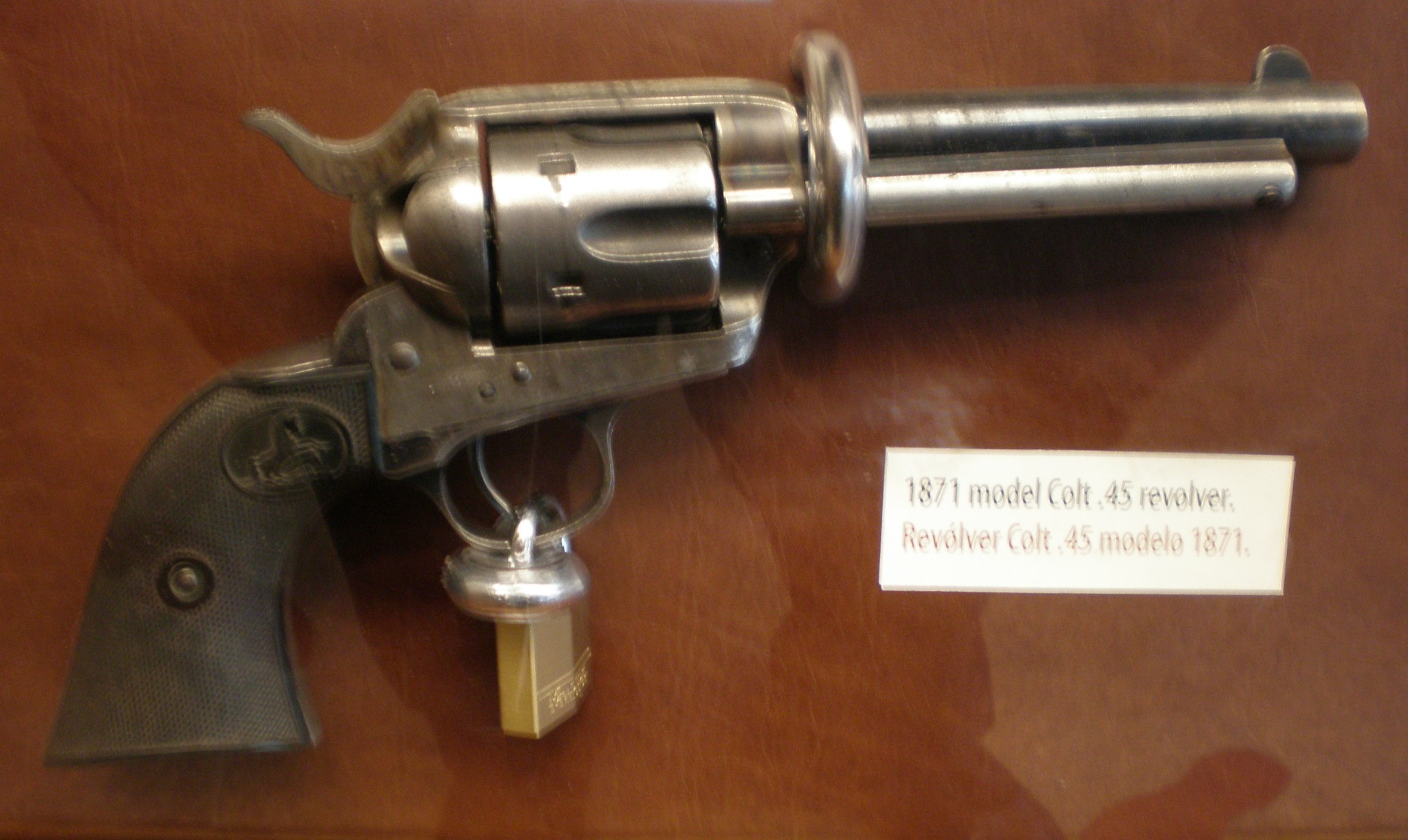